# Atypophthalmus vinsoni
Atypophthalmus vinsoni är en tvåvingeart som först beskrevs av Alexander 1954.  Atypophthalmus vinsoni ingår i släktet Atypophthalmus och familjen småharkrankar. Inga underarter finns listade i Catalogue of Life.